# Бабаев, Аждар Халыгверди оглы
Аждар Халыгверди оглы Бабаев (азерб. Əjdər Xalıqverdi oğlu Babayev; 26 августа 1950, село Молладжафарли Газахского района Азербайджанской ССР, СССР — 17 марта 1995) — сотрудник правоохранительных органов Республики Азербайджан, Национальный Герой Азербайджана (1995, посмертно).

## Биография
Родился Аждар Бабаев 26 августа 1950 года в селе Молладжафарли, Газахского района, Азербайджанской ССР. Позже его семья переехала в село Хатаи Агстафинского района. В 1958 году Аждар поступил на обучение в первый класс средней школы села Енигюн, а в 1967 году окончил десятый класс этой школы. В том же году он получил профессию водителя. В 1969 году Агстафинским районным военным комиссариатом он был призван на срочную военную службу в ряды советской Армии. После демобилизации был принят на работу в Наримановский районный отдел полиции. Работая в органах полиции, сержант Бабаев в 1978 году поступил в Сумгаитский политехнический техникум. В 1981 году он заканчил обучение по специальности «автотранспорт» и после 4 лет работы в Газахском районном отделе полиции его переводят в Агстафинский районный отдел полиции, где он продолжал служить до самой смерти. Неоднократно его работа была отмечена наградами Министерства внутренних дел Республики Азербайджан.
В марте 1995 года, группа вооружённых незаконных бандформирований выступила против действующей государственной политики Азербайджана. Чтобы предотвратить попытку переворота, Аждар Бабаев, как сотрудник полиции, был направлен к месту противостояний в городе Агстафа. Принимал участие в подавлении и нейтрализации незаконных формирований, бывших членов отряда полиции особого назначения, действующих с целью Государственного переворота в Азербайджанской Республики. В вооружённом столкновении с государственными преступниками Бабаев в результате обстрела с противоположной стороны получил тяжёлое смертельное ранение, от последствий которого 17 марта 1995 года скончался.
Аждар Бабаев был женат, воспитывал четверых детей.

## Память
Указом Президента Азербайджанской Республики № 307 от 4 апреля 1995 года Аждару Халыгверди оглы Бабаеву было присвоено звание Национального Героя Азербайджана (посмертно).
Похоронен на кладбище в Агстафинском районе Республики Азербайджан.
Одна из школ Агстафинского района Республики Азербайджан носит имя Национального Героя Аждара Бабаева.